# Arnaldo Zambardi
Arnaldo Zambardi (San Pietro Infine, 25 febbraio 1932 – Roma, 22 aprile 2017) è stato uno scrittore, semiologo e sociologo italiano.

## Biografia
Arnaldo Zambardi nasce a San Pietro Infine il 25 febbraio 1932; dal 1943 viveva a Roma.
Scrittore, narratore, semiologo e sociologo della letteratura, nel 1959 si laurea in pedagogia con Franco Ferrarotti, sostenendo una tesi sociologica sulle aree depresse.
Nel 1974, grazie all'interessamento di Salvatore Mignano, scrittore e assessore alla cultura del Comune di Gaeta, organizza, assieme a Romolo Runcini e Giuliano Manacorda, il Primo convegno nazionale di Sociologia della letteratura (2-4 ottobre). Vi parteciparono numerosi studiosi tra cui Cesare Cases e Giuseppe Petronio.
Nel 1978 l'Editore Bulzoni pubblica gli Atti del convegno col titolo Sociologia della letteratura, a cura di Alberto Abruzzese, F. Ferrara, Michele Rak, e R. Runcini. Il volume contiene numerosi interventi tra cui anche un saggio di Zambardi dal titolo Genesi e funzionalità dell'oggetto letterario.
Nel 1992 ha diretto Gli incontri, collana di narrativa per la scuola pubblicata dall'editore Angelo Signorelli (Roma).
Nel campo critico si è interessato particolarmente del rapporto tra arte e società coniugando elementi semiologici con elementi sociologici da cui il neologismo da lui coniato semiosociologia. Riteneva che l'analisi semiosociologica potesse applicarsi nei più svariati campi dello scibile umano e quindi anche nell'arte in generale. Oggetto del suo studio è stato in particolar modo il testo letterario, visto come un concreto rapporto tra immaginazione e realtà, tra vicissitudini reali e invenzioni romanzesche.
Ha collaborato a numerose riviste italiane e straniere tra cui: La Fiera Letteraria, Studium, Il Veltro, Galleria, Realtà del Mezzogiorno, Idea, Italian Quarterly, The State University of New Jersey, Gradiva, State University of New York, Les Citadelles, Paris.
È morto a Roma il 22 aprile 2017 all'età di 85 anni.

## Opere

### Narrativa, Romanzi
- Il disagio dei sentimenti, Bologna, Cappelli, 1970.
- La pianola indiana, Roma, Bulzoni, 1989.
- Il vento nella schiena, Milano, Signorelli, 1992.
- Donne nel buio, Roma, Newton Compton, 1996.
- L’amore ha radici profonde, Roma, Aracne Editrice, 2009.

### Narrativa, Racconti principali
- Ritorno a Londra, Il Baretti[2], n° 27, 1964.
- La veglia, Il Baretti, n° 40-41, 1966.
- Le vittime, L'Argine Letterario[3], n° 1, 1969.
- Psicosi, L'Argine Letterario,  n° 2, 1969.
- Zisì,  Galleria, maggio-agosto 1970.
- L'Ospite, Galleria, maggio-agosto, 1972.
- Il trauma, Rapporti[4],  dicembre, 1973.
- Il libro e la bestia,  Rapporti, settembre 1974
- Moll Doodle,  l'amante del diavolo[5],  Plaquette edita dalla Banca Cred. Coop. di Palestrina, 2007.
- Il mistero di Diomira, in I racconti, Edizioni Scientifiche Italiane, 1992

### Poesia
- Pause, Fondazione Cesira Fiori, 1993
- Buioluce, Caramanica, 2000

### Opere teatrali
- Cercando il padre, Edizioni APA, Roma, 2008
- La mistura, Edizioni APA, Roma, 2008

### Saggistica in volumi
- Per una sociologia della letteratura, Roma, Bulzoni, 1973.
- Elementi di semiosociologia del testo letterario, Roma, Bulzoni, 1988.
- Borghesia e letteratura - Analisi semiosociologica dell’immaginario attraverso l’opera narrativa di Michele Prisco, Roma, Bulzoni, 2003.
- Semiosociologia generale - Il dinamismo sociale e la previsione, Roma, Bulzoni, 2007.
- Poesia e società, Roma, Aracne Editrice, 2012.
- La Semiosociologia - Interpretazione sociologica dei segni estetici, Roma, Europa Edizioni, 2017.

### Saggi principali su riviste
- Negatività della cultura di massa e ipotesi di riversibilità, Studium, n° 6, 1971
- Assemblea studentesca con professore, Atti del ”Convegno di Studi” Gaeta 17-18 maggio, 1971
- Prodotto e pubblico nella cultura, L'Argine letterario, n. 2/3, 1972
- Lo scrittore e il suo pubblico, La Fiera Letteraria, XLIX, n°19, 13 maggio 1973
- I segni sociali nel romanzo di Prisco, Italian Quarterly, year XXIX, 1988
- Linguaggio e Comunicazione. Alcuni versi di Montale,  Studium, n.4. 1989
- La piccola città di Heinrich Mann, Il Veltro, marzo-agosto 1997
- La scapigliatura milanese tra omologia e mutamento, Il Veltro, settembre-dicembre, 1997
- A. Frattini, Leopardi alle soglie dell'Infinito e altri saggi leopardiani, Il Veltro, settembre-dicembre, 1998
- AA. VV., Cultura e culture degli italiani, Il Veltro, gennaio-aprile 1998
- Ripensando Leopardi, Il Veltro, settembre-dicembre, 2002
- Quelle poésie pour nos jours?, Les Citadelles, numéro dix-huit, 2013